# 托黑爾姆山
47°16′15″N 12°00′15″E / 47.27083°N 12.00417°E

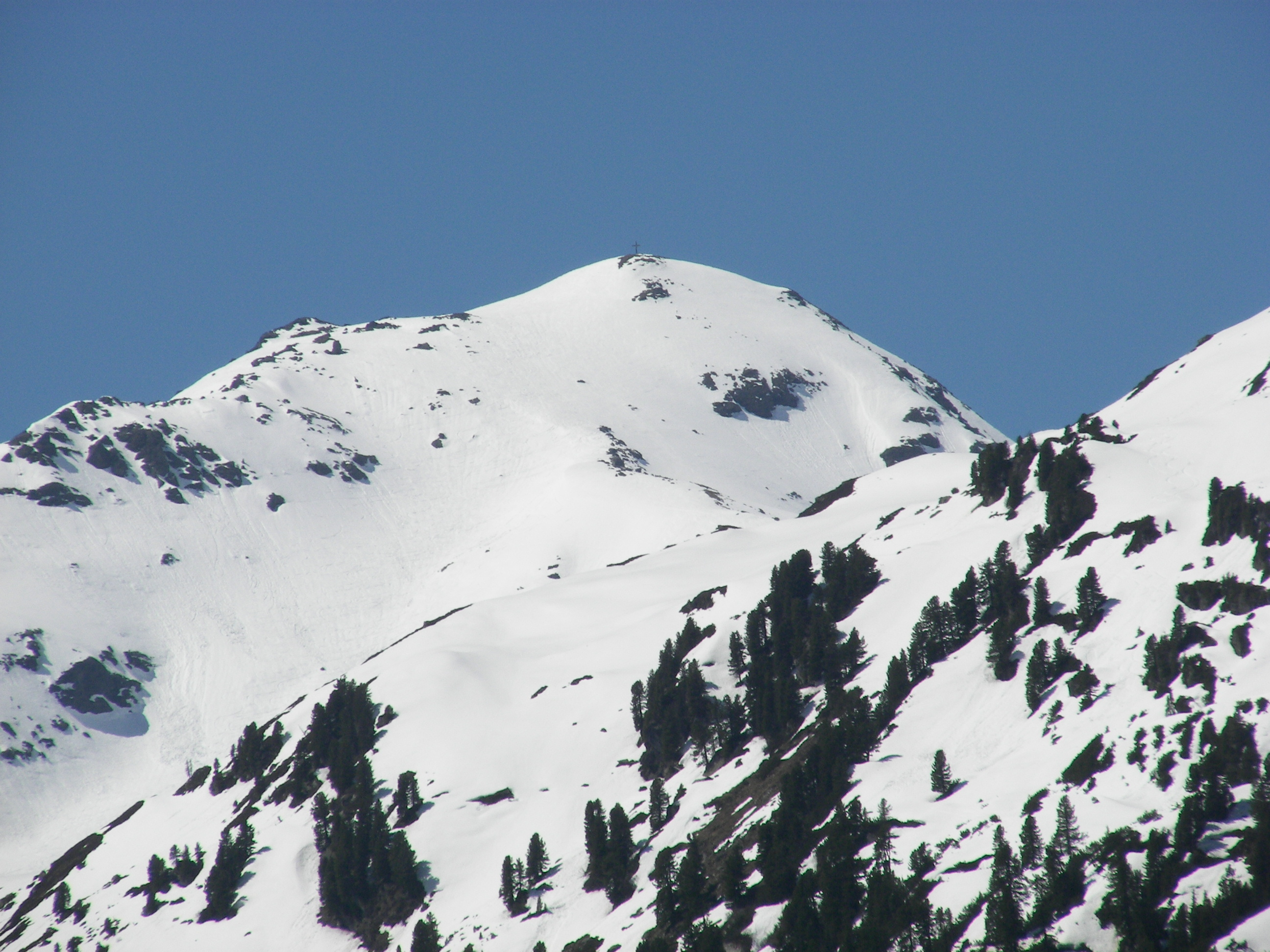

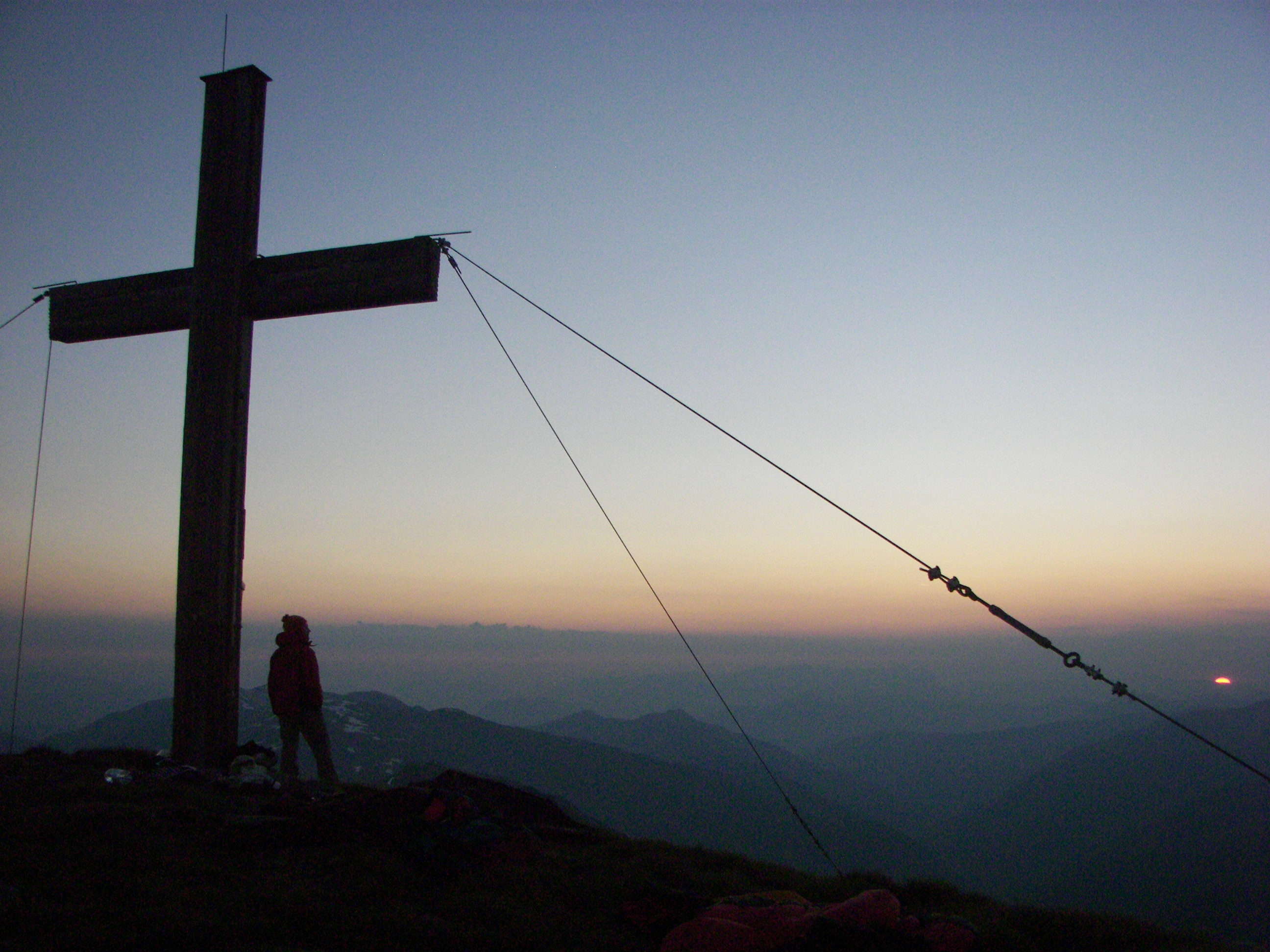

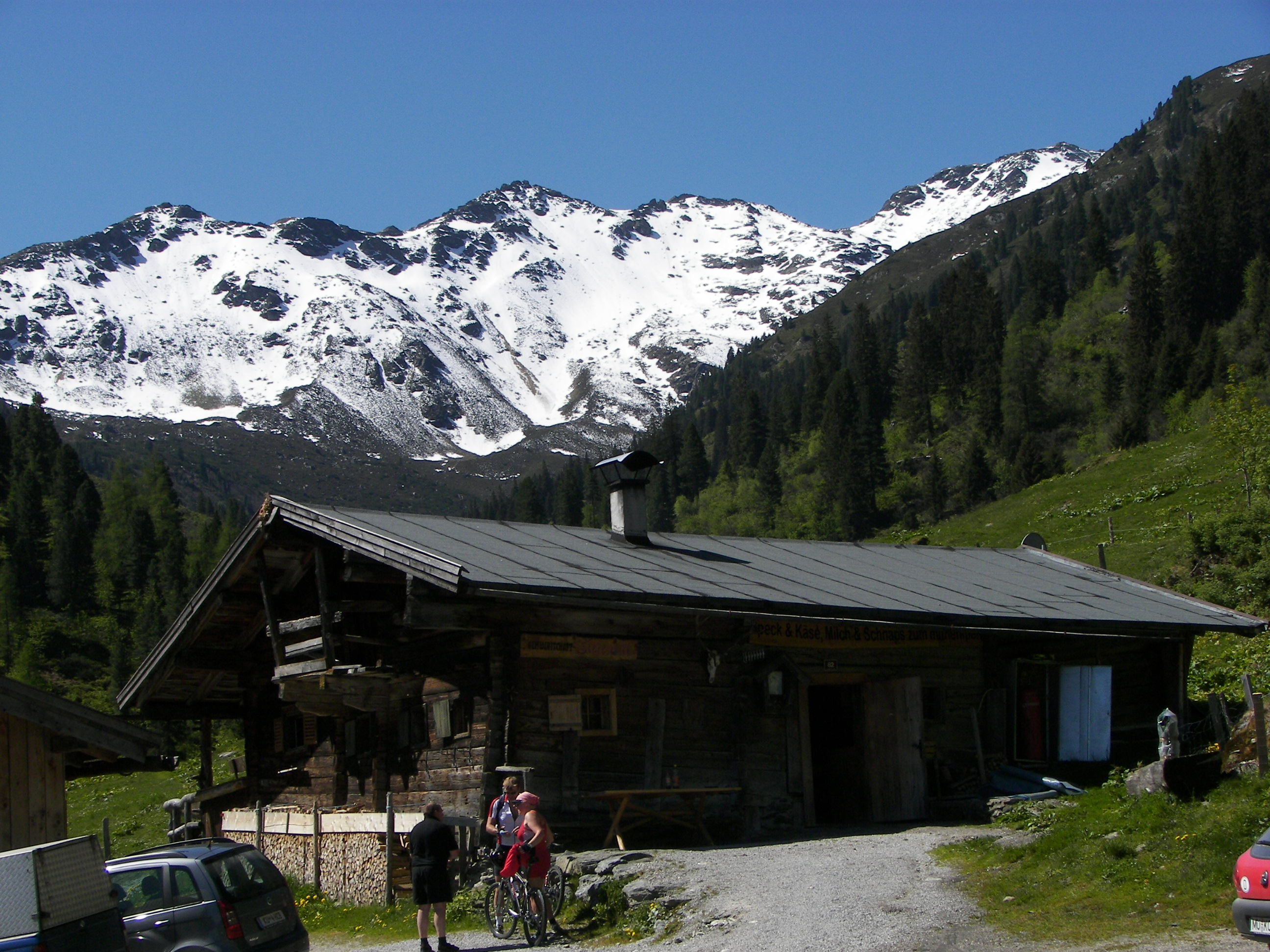

托黑爾姆山（德語：Torhelm），是奧地利的山峰，位於該國西部，由蒂羅爾州負責管轄，屬於基茨比爾阿爾卑斯山脈的一部分，海拔高度2,494米，每年平均降雨量1,971毫米。